# Championnats du monde de gymnastique aérobic 2016
Navigation
Cancún 2014 Guimarães 2018
Les 14es championnats du monde de gymnastique aérobique ont lieu à Incheon en Corée du Sud du 17 au 19 juin 2016.

## Podiums
| Épreuves                    | Or | Argent                         | Bronze                        |
| --------------------------- | --- | ------------------------------ | ----------------------------- |
| Individuel                  | |                                |                               |
| Hommes résultats détaillés  | Mizuki Saito (JPN) | Daniel Bali (HUN)              | Ivan Veloz (MEX)              |
| Femmes résultats détaillés  | Oana Corina Constantin (ROU) | Yu Yangyang (CHN)              | Aurélie Joly (FRA)            |
| Groupes                     | |                                |                               |
| Couples résultats détaillés | Italie Davide Donati Michela Castoldi                                                                                           | Hongrie Daniel Bali Dóra Hegyi | Chine Yu Yangyang Hua Feiyang |
| Trio résultats détaillés    | Corée du Sud | Japon                          | Russie                        |
| Groupes résultats détaillés | Chine | Italie                         | Roumanie                      |
| Step résultats détaillés    | France Gavin Jourdan Océane Ropital Aurélie Joly Florian Bugalho Marine Vandroux David Orta Marion Bognitscheff Nicolas Garavel | Chine                          | Mongolie                      |
| Danse résultats détaillés   | Corée du Sud | Chine                          | Russie                        |
| Equipes                     | |                                |                               |
| Equipes résultats détaillés | Chine | Roumanie                       | Corée du Sud                  |

## Tableau des médailles
| Rang | Nation       | Or | Argent | Bronze | Total |
| ---- | ------------ | -- | ------ | ------ | ----- |
| 1    | Chine        | 2  | 3      | 1      | 6     |
| 2    | Corée du Sud | 2  | 0      | 1      | 3     |
| 3    | Roumanie     | 1  | 1      | 1      | 3     |
| 4    | Italie       | 1  | 1      | 0      | 2     |
| 4    | Japon        | 1  | 1      | 0      | 2     |
| 6    | France       | 1  | 0      | 1      | 2     |
| 7    | Hongrie      | 0  | 2      | 0      | 2     |
| 8    | Russie       | 0  | 0      | 2      | 2     |
| 9    | Mexique      | 0  | 0      | 1      | 1     |
| 9    | Mongolie     | 0  | 0      | 1      | 1     |